# Ko Samui
Ko Samui (o Koh Samui, o Samuii; en tailandès, เกาะสมุย, pronunciat [kɔ̀ʔ sā.mǔj]), és una illa i un municipi de la costa est de Tailàndia, de l'arxipèlag de Chumphon. Forma part de la província de Surat Thani. El 2012 se li atorga l'estatus de municipi i gaudeix d'un autogovern local. Ko Samui té una superfície de 228,7 km i és la segona illa més gran de Tailàndia després de Phuket.
El 2019 té una població de 70.059 habitants i el 2018 és visitada per 2,7 milions de turistes.

## Geografia
Ko Samui està localitzada en el Golf de Tailàndia, a 35 km al nord-est de la ciutat de Surat Thani. És l'illa més important de l'arxipèlag de les illes Chumphon. En el seu lloc més ample mesura 25 km de llarg. Al nord de l'illa hi ha les illes resort de Ko Pha Ngan, Ko Tao i Ko Nang Yuan. A prop de Bangrak, al nord-est de Samui hi ha la petita illa deshabitada de Ko Som i al nord-est de Chaweng hi ha l'illa de Ko Matlang. Al sud hi ha les illes de Ko Taen i de Ko Matsum. Més lluny, a l'oest, hi ha 44 illes que conformen el Parc Nacional de Mu Ko Ang Thon, que és accessible en ferry des de Ko Samui.
El centre de Ko Samui és ocupat per la selva tropical i hi ha la seva montanya més alta, Khao Pom (635 metres sobre el nivell del mar). Les terres baixes de l'illa estan connectades per una carretera de 51 km que la rodeja. A més a més, l'illa té altres carreteres secundàries.
A la costa occidental de Samui hi ha la seva antiga capital, Nathon. Aquesta població té edificis governamentals i un dels dos ports majors de l'illa. Nathon és un port de barques de pesca i de transport i uneix l'illa al continent. També és el centre comercial de l'illa. A prop de Nathon també hi ha l'aeroport de l'illa. Chaweng i Bophut són altres poblacions de l'illa.

### Clima
Ko Samui té un clima tropical monsònic segons la Classificació climàtica de Köppen, basat en les dades metereològiques dels anys 1971-2010. El seu clima és càlid i humit gran part de l'any. Samui rep una mitjna de 1.960 mm de precipitació cada any. L'estació humida de Samui és entre mitjans d'octubre i principis de desembre.
La temperatura més alta que s'ha enregistrat a l'illa és de 38 graus C (a l'abril) i la més baixa és de 17,8 graus C, al febrer. Dels 1.994,3 mm d'aigua de pluja que es recull anualment, 444,6 cauen el mes de novembre, 294,9, a l'octubre; i 263, al desembre.

## Administració i subdivisions

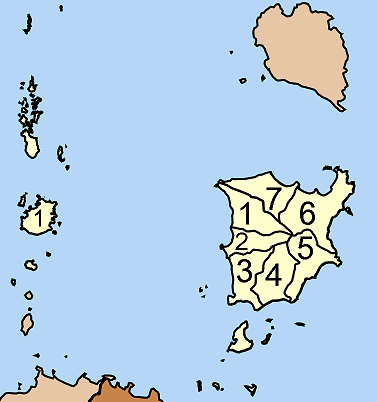
Mapa de tambons de Ko Samui

Ko Samui és un amphoe (districte) de la província de Surat Thani. Està dividida en 7 tambons (subdistrictes) i 39 poblats administratius (mubans). Tota l'illa és una única municipalitat (thesaban nakhon). El districte, a banda de l'illa, també cobreix l'arxipèlag d'Ang Thong i altres illes petites properes.
| No. | Nom         | Thai    | Poblats | Pob.   |
| --- | ----------- | ------- | ------- | ------ |
| 01. | Ang Thong   | อ่างทอง  | 06      | 13,043 |
| 02. | Lipa Noi    | ลิปะน้อย  | 05      | 05,432 |
| 03. | Taling Ngam | ตลิ่งงาม  | 05      | 06,138 |
| 04. | Na Mueang   | หน้าเมือง | 05      | 05,339 |
| 05. | Maret       | มะเร็ต   | 06      | 09,051 |
| 06. | Bo Phut     | บ่อผุด    | 06      | 19,014 |
| 07. | Mae Nam     | แม่น้ำ    | 06      | 09,248 |

Originàriament, el districte inloïa totes les illes de la província de Surat Thani. Les de Ko Pha-Ngan i de Ko Tao es van escindir formant el districte de Ko Phan-gan l'1 d'octubre de 1970. El 1980 alguns poblats del subdistricte d'Ang Thong, que cobrien les illes de Ko Chueak, Ko Nok Phao i Ko Rikan passen a ser part del districte de Don Sak.

## Història
Es creu que l'illa comença a ser habitada per pescadors malais i xinesos fa 1500 anys. El  1687 apareix en mapes xinesos amb el nom de Pulo Cornam.
No es té certesa de l'origen del nom samui. "Ko", en tailandès, significa "illa". Samui podria provenir de la paraula del sànscrit-tàmil, สมวย ("temps de mar"). També pot derivar del nom d'un arbre que al sud de Tailàndia, rep el nom de ต้นหมุย. Una altra possibilitat és que provingui del mot xinès hainanès, เซ่าบ่วย ("primera illa" o "pont" o "illa bonica"). Finalment, hi ha persones que creuen que "samui" deriva de la paraula del malai, saboey ("refugi segur").
Fins a finals del segle XX, Ko Samui era una comunitat aïllada autosuficient que estava poc connectada amb Tailàndia. Fins a principis de la dècada del 1970 només tenia 15 km de carreteres i per anar d'una zona a l'altre de l'illa s'havia de travessar espesses selves.
El 1956 s'estableix el districte de Samui. El 1963 aquest s'expandeix i cobreix tota l'illa, a banda de les illes Pha-Nga. El 1973 la zona de Ko Pha-Ngan esdevé un districte separat. El 1999 Ko Samui esdevé una municipalitat de subdistricte. El 2008 passa a ser un municipi de vila i el 2012 passa a ser una ciutat-municipi.

## Economia
A l'actualitat, l'economia de Samui està basada principalment en el turisme. També exporta coco i cautxú natural.

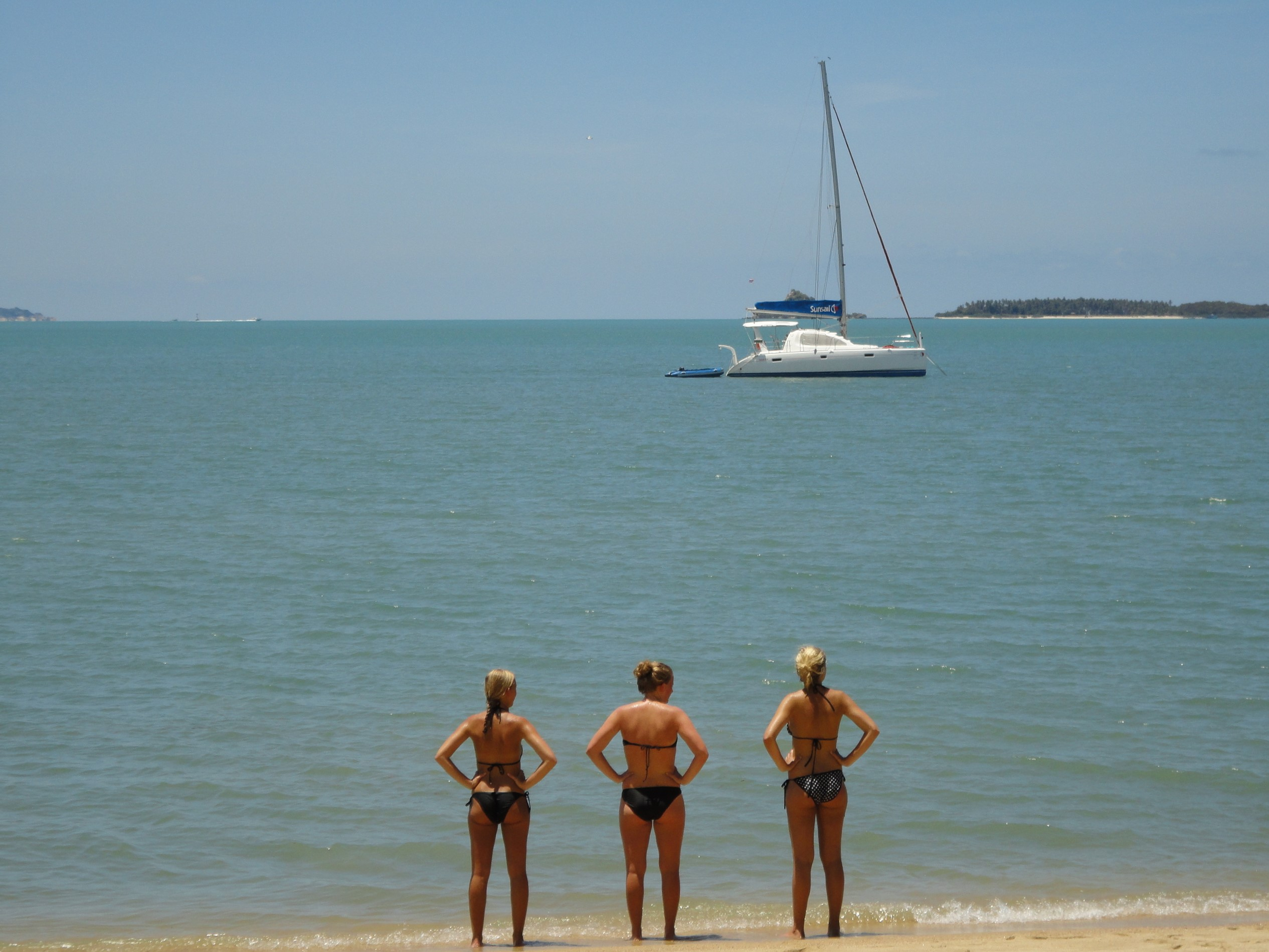
Turistes a la platja de Bo Phut de Ko Samui

### Turisme
El sociòleg Erik Cohen afirma que a finals de la dècada del 1970 s'inicia el turisme a Samui. A partir d'aquest moment, a l'illa s'hi ha construït molts edificis de resorts, bungalows i hotels. El 2013 l'illa té 17.479 habitacions per a visitants i el 2015 se' construeixen 459 més. Els tres països que aporten més turistes a Samui són Alemanya, el Regne Unit i Tailàndia. Air Bangkok ha anat ampliant el seu nombre de vols diaris fins a arribar a la cinquantena.
L'any 2017 Ko Samui rep més de 2,5 milions de turistes estrangers i els turistes gasten una mitjana d'entre 7.700 i 8.200 baths diari per persona.
L'any 2020 parlamentaris tailandesos han proposat construir un pont de 18 km que uneixi l'illa amb la província de Nakhon Si Thammarat.
Els principals atractius turístics de l'illa són:
- Platges. Entre les més destacades hi ha Chaweng Beach, Lamai Beach, Maenam Beach i Choeng Mon Beach.[26]
- El temple wat Phra Yai o temple del gran Buddha. Una de les imatges icòniques de l'illa. Té un Buddha gegant assegut en posició de lotus de 12 metres d'alçada.[27]
- Les roques Hin Ta i Hin Yai. Formacions rocalloses conegudes com a roques de l'avi i l'àvia. S'assemblen als genitals masculí i femení i es creu que donen fertilitat i bona sort.[28]
- Les cascades de Na Muang.
- El poble dels pescadors
- El jardí del Buddha secret
- Els santuaris dels elefants. Parcs on els humans poden conviure amb els elefants.[29]

## Transports
L'aeroport de Samui és propietat de Bangkok Airways i aquesta és l'única companyia que dona servei a l'illa des de la seva construcció el 1989. El 2009 1,3 milions de passatgers van volar a través d'aquest aeroport. Samui té vols a Phuket i altres destinacions de Tailàndia. El 2012 el govern tailandès anuncia la possibilitat de construir un segon aeroport a l'illa degut als alts preus de les seves taxes.
Samui està connectada amb Tailàndia a través de ferrys que poden portar vehicles. Els ports comercials de l'illa etan a Lipa Noi i a Nathon.

## Galeria d'imatges

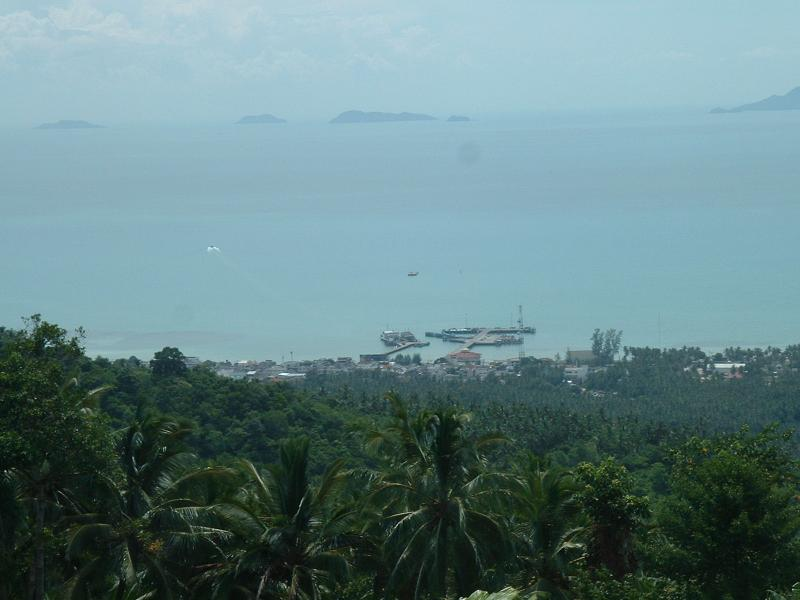
Nathon des de les montanyes
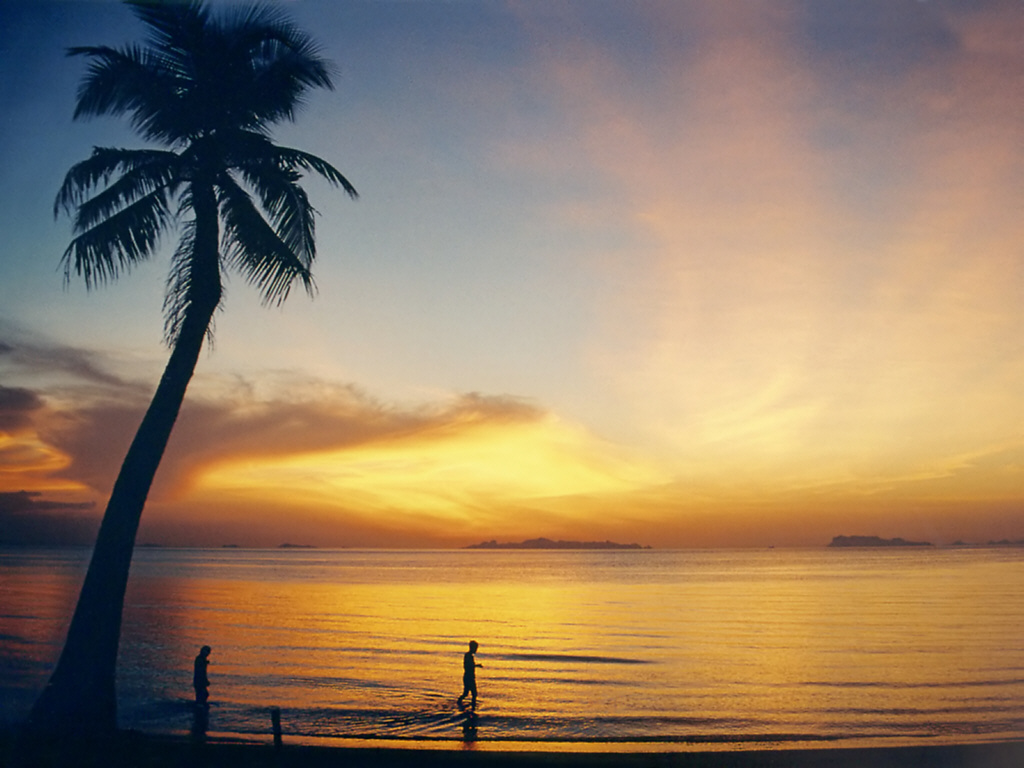
Lipa Noi Beach
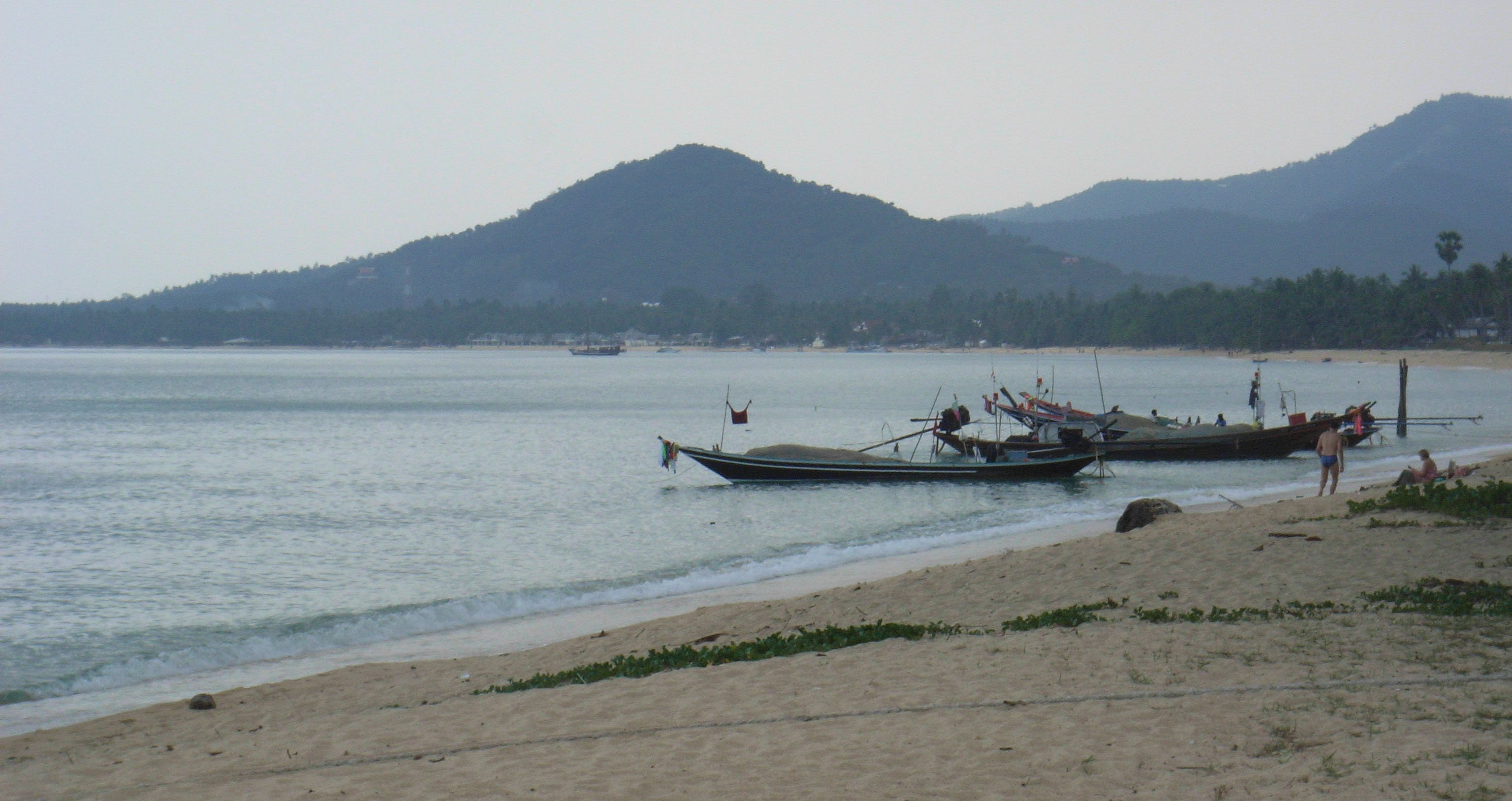
Bo Phut Beach
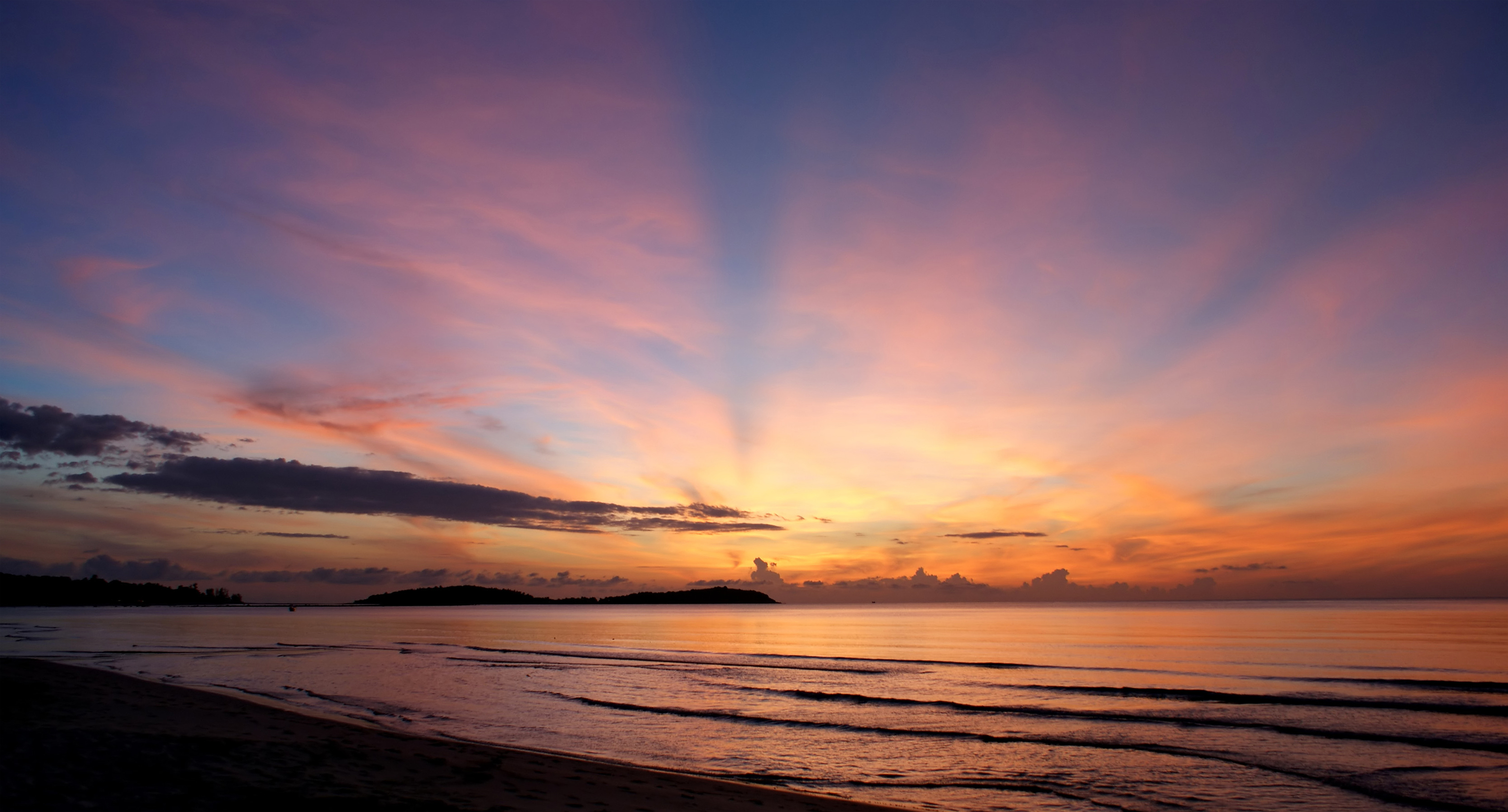
Sortida de sol a Ko Samui
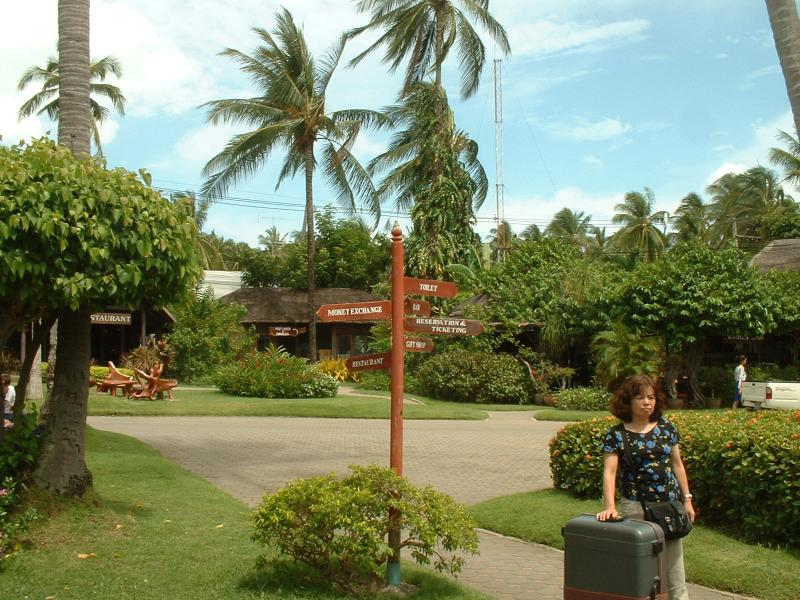
Samui International Airport
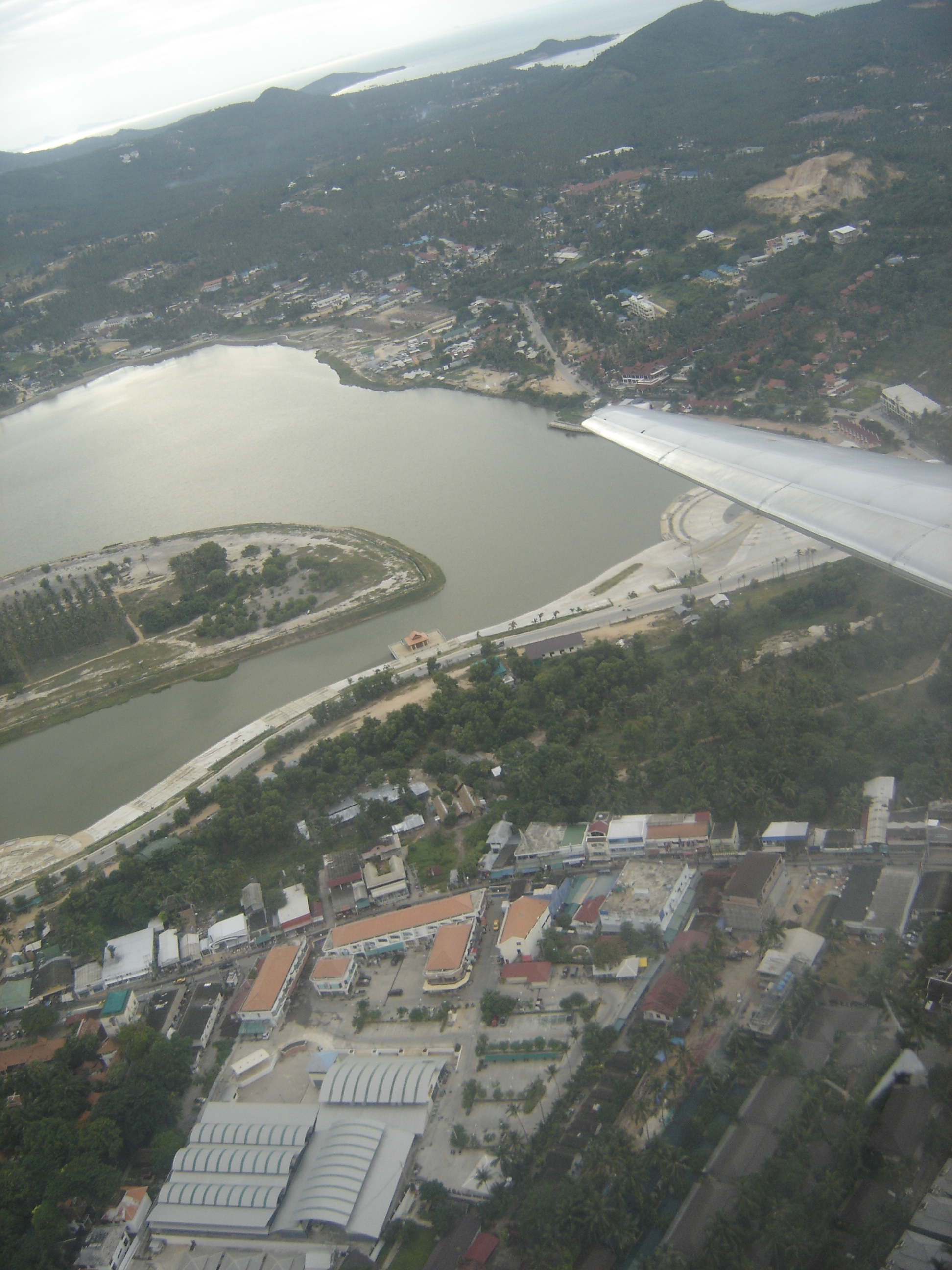
Vista aèria de  Chaweng
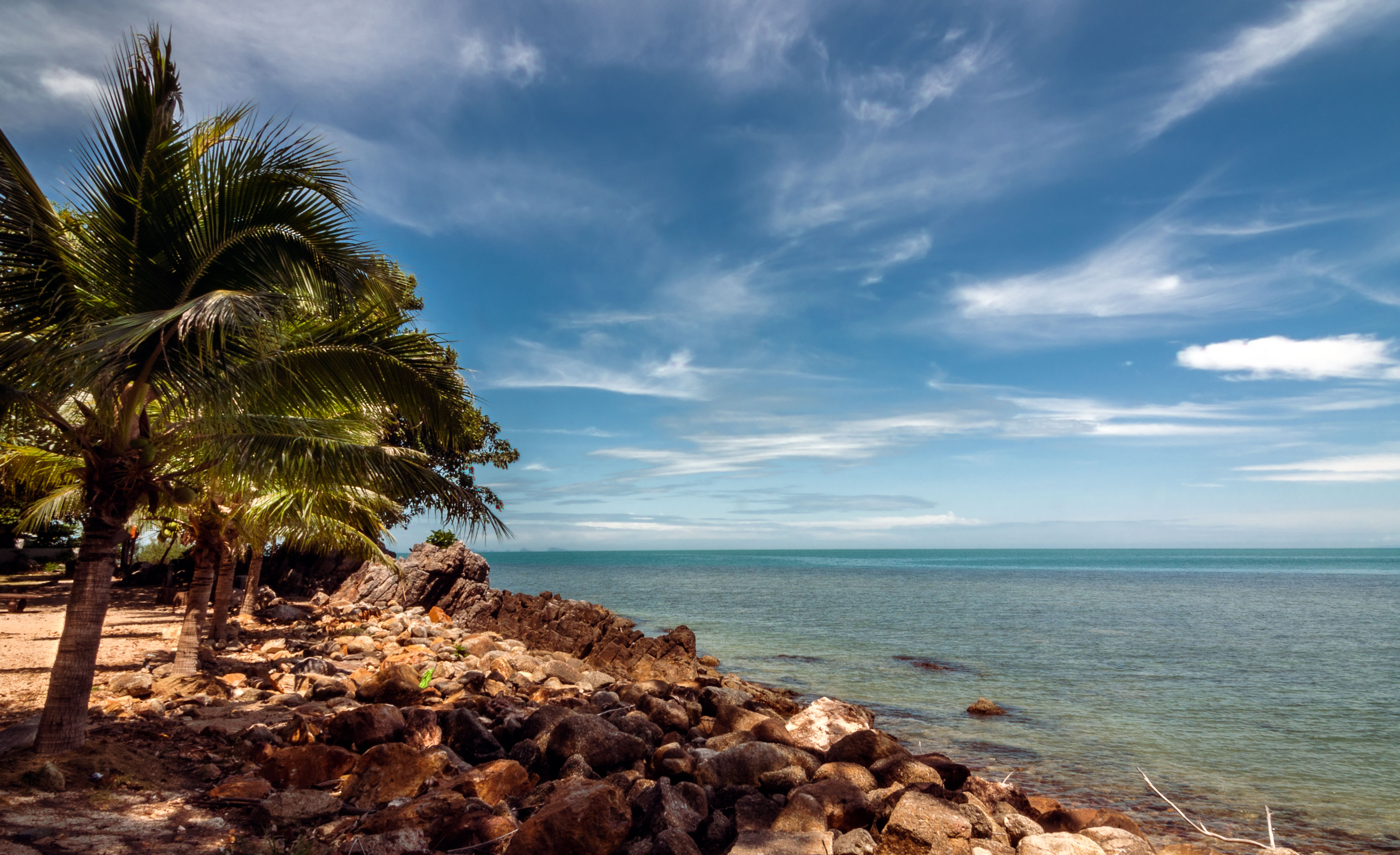
Laem Yai Cape des de Bang Po Beach
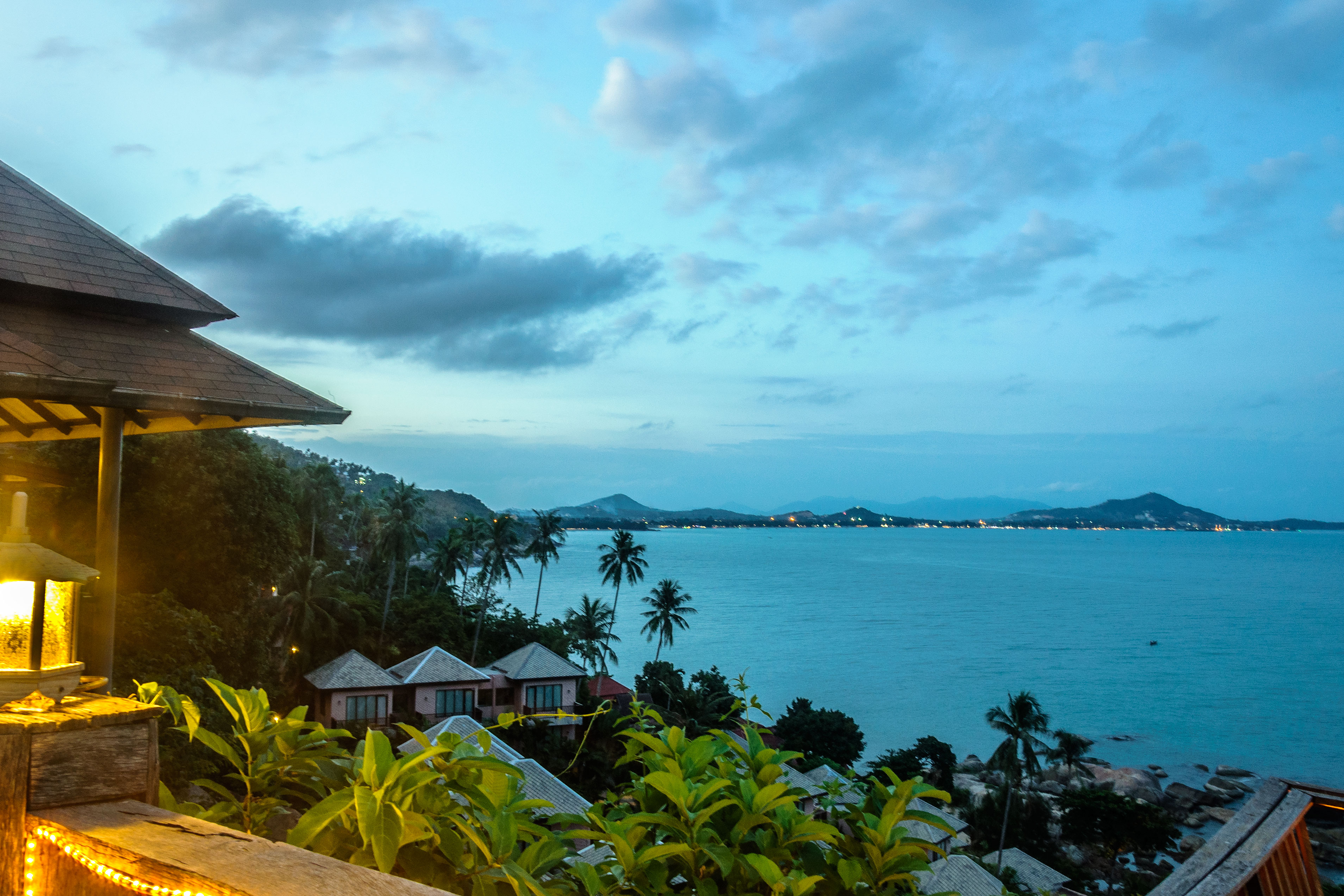
Chaweng Beach entre Lamai i Chaweng
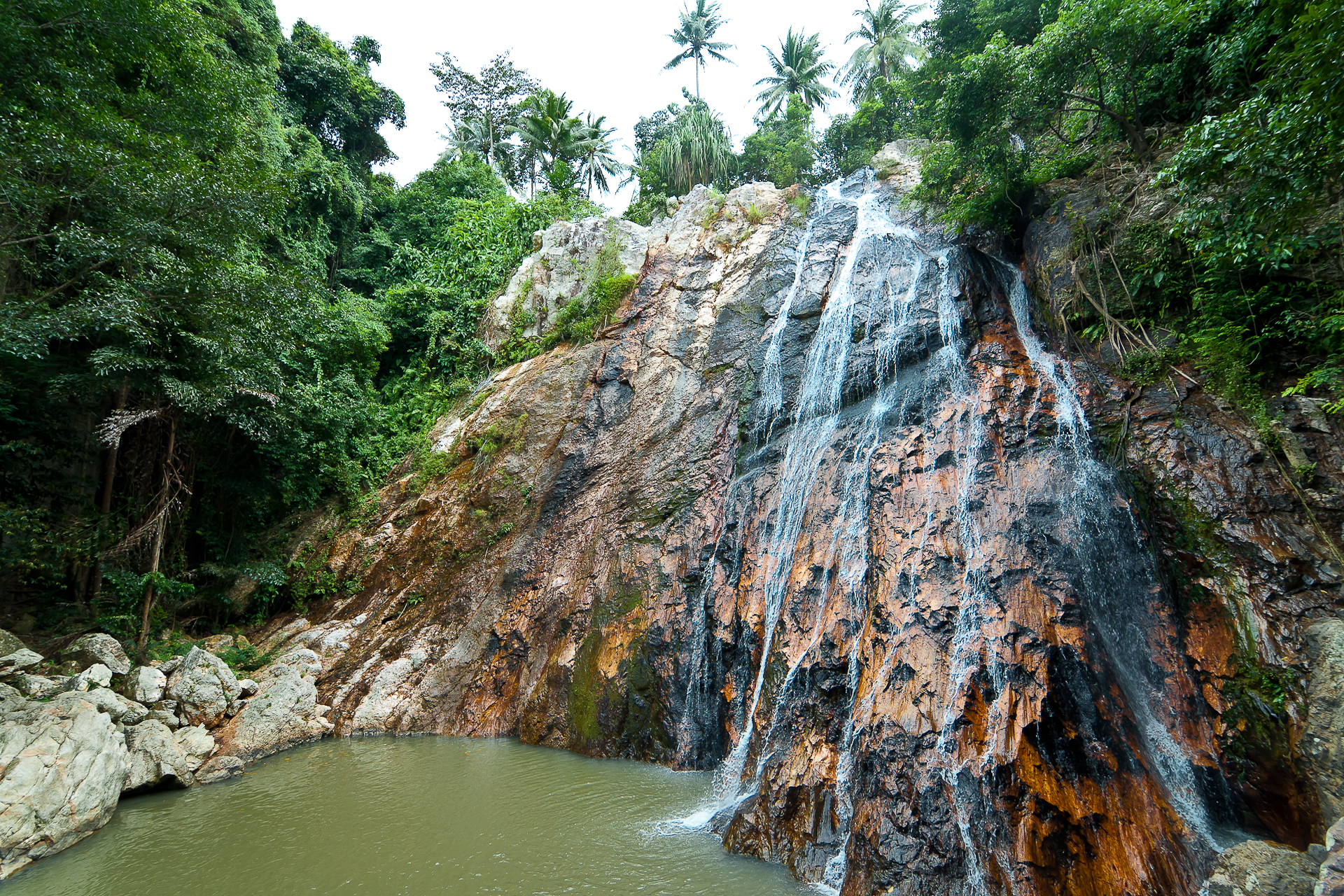
Namuang Waterfall
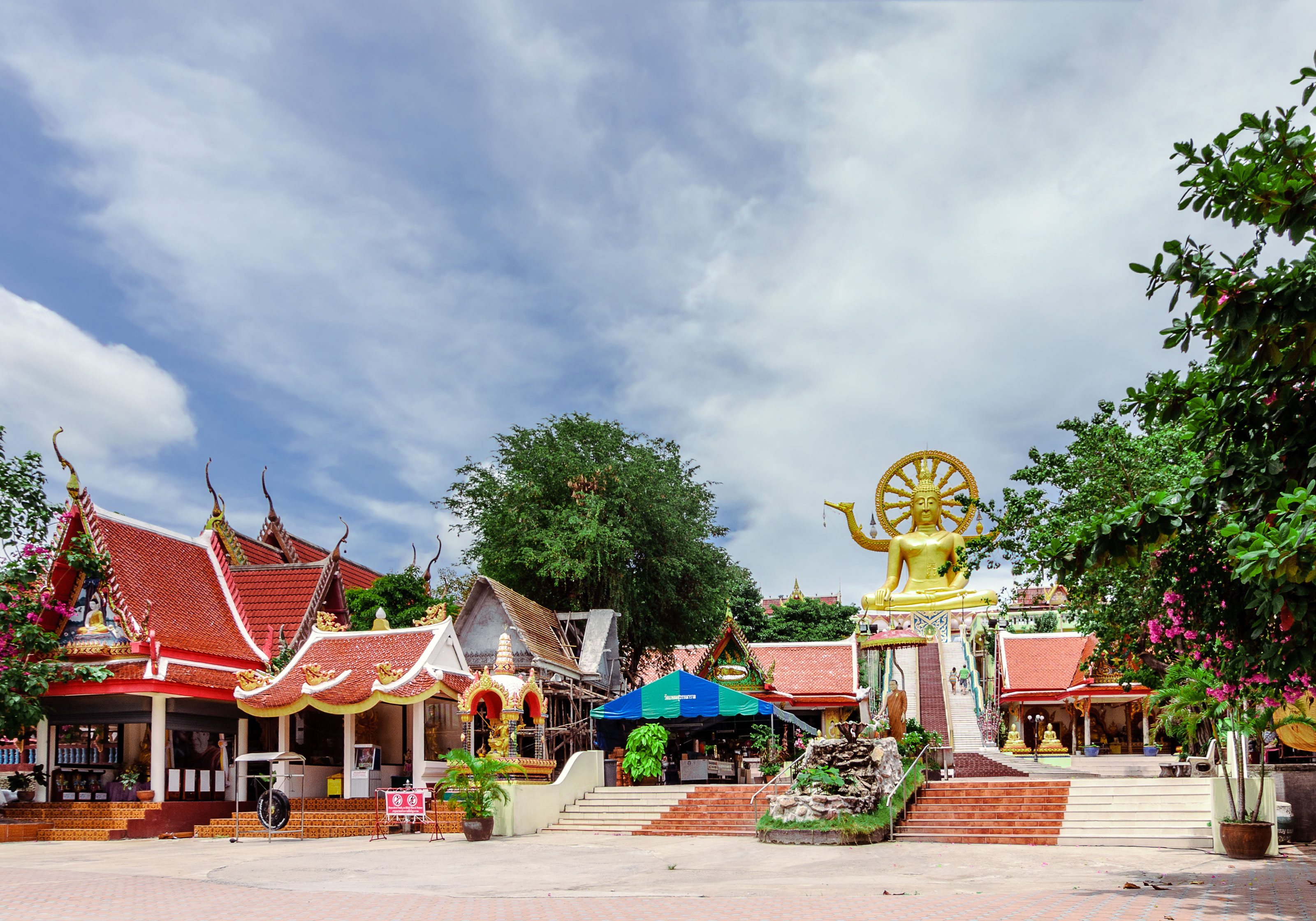
Temple Big Buddha (Wat Phra Yai)
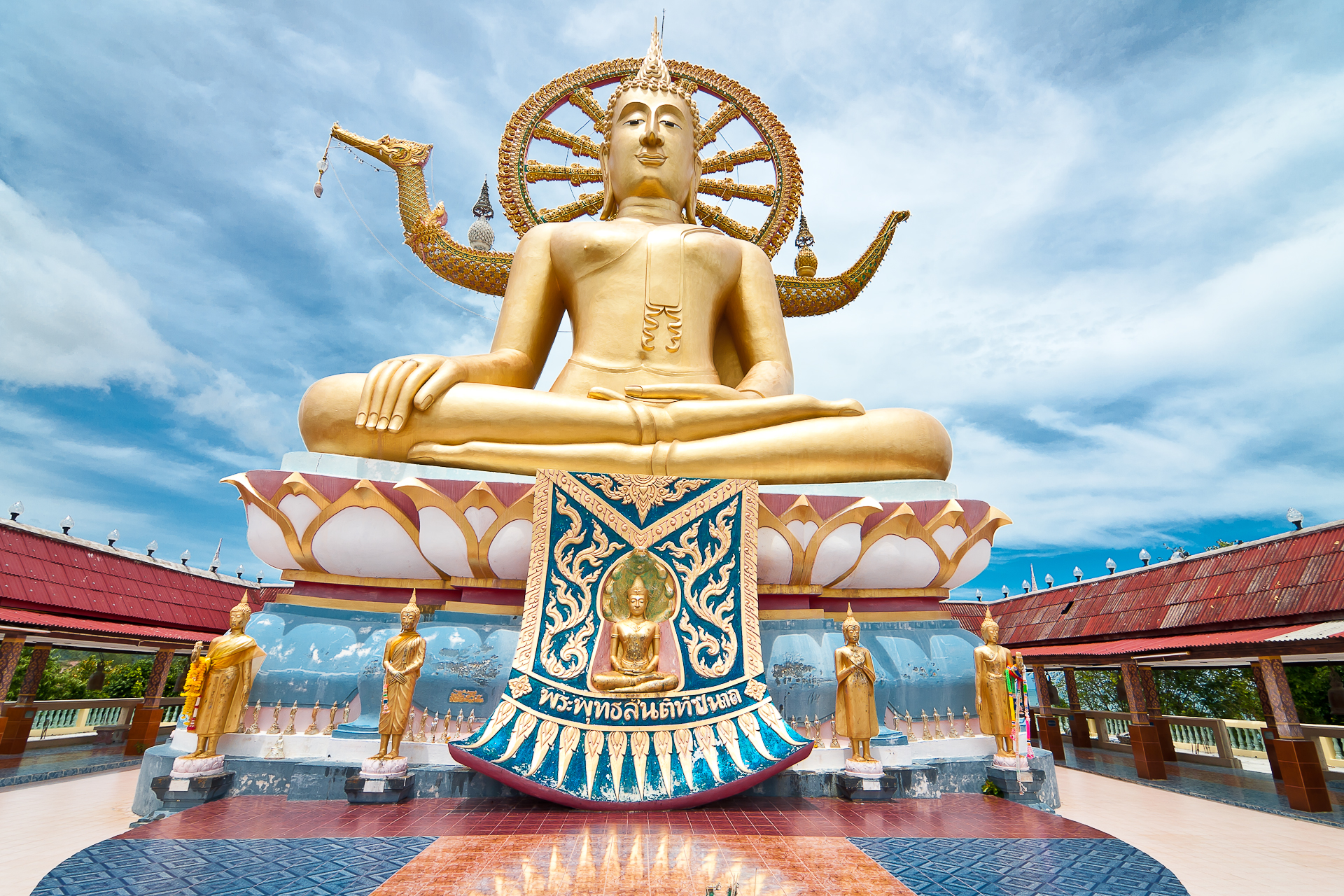
Estàtua de Buddha , Temple Big Buddha (Wat Phra Yai)
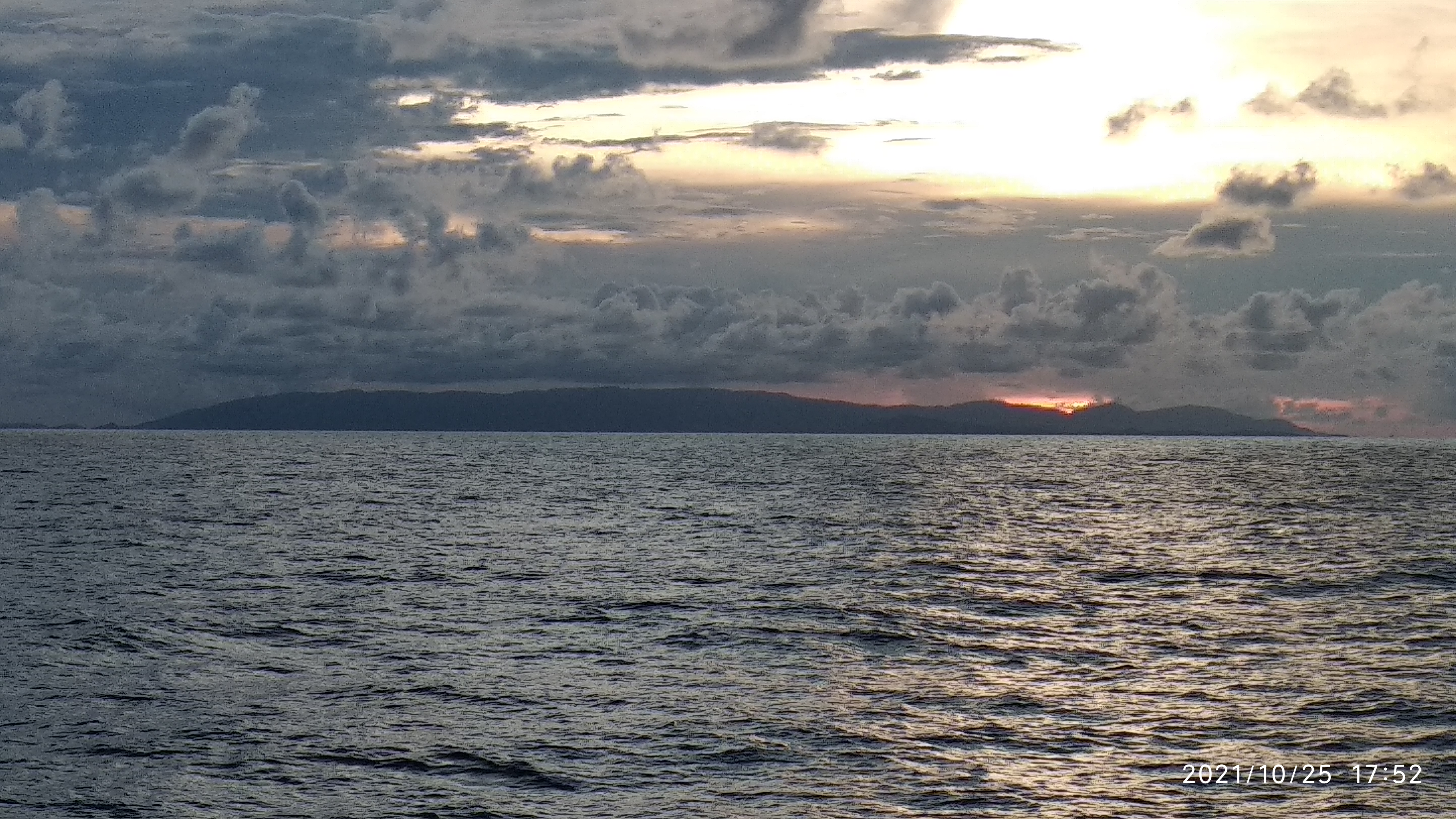
Illa de Ko Samui